# 玛丽莲·基德
玛丽莲·基德（英語：Marilyn Kidd，1964年11月23日—），澳大利亚女子赛艇运动员。她曾代表澳大利亚参加1986年英联邦运动会赛艇比赛，获得女子八人单桨有舵手金牌和女子四人单桨有舵手银牌。